# Іван Княженко та Сірий Вовк 2
«Іван Княженко та Сірий вовк 2» (в українському прокаті йшов під назвою «Іван Царевич та Сірий Вовк 2»; рос. Иван Царевич и Серый Волк 2) — російський повнометражний мультиплікаційний фільм студії «Мельница» 2013 року. Фільм вийшов у широкий російський прокат 26 грудня 2013 року. Фільм вийшов у широкий український прокат 26 грудня 2013 року, для українського прокату український дистриб'ютор «Галеон кіно» не створив українського дубляжу і фільм демонструвався з оригінальною російською озвучкою.
В Україні мультфільм вийшов у прокат із оригінальною російською озвучкою, але в 2017 році його було дубльовано студією «Tretyakoff Production» для телеканалів «Нового каналу» та «ICTV».
В Росії мультфільм отримав віковий рейтинг «0+» (без вікових обмежень), а в Україні — віковий рейтинг «16+» (перегляд неповнолітніми глядачами рекомендується разом з батьками або з відома батьків до 16 років).

## Сюжет
Одного разу Кіт Учений читає вголос поему Олександра Пушкіна «Руслан і Людмила»; Василиса Премудра слухає і мріє про романтику і пригоди.
Іван і Василиса вже рік як одружені і є другими особами держави. Іван майже постійно зайнятий державними справами, фактично виправляючи роль військового міністра, тоді як його дружина нудьгує. Через це чоловік і жінка сваряться, і цар з Вовком і Котом думають, як їх помирити. Кіт звертається за допомогою до «лиходія на пенсії» — Чорномора, що давно втратив свою бороду і відтепер працює клоуном. Йому обіцяють у нагороду за вдале викрадення Василиси роль Отелло в театрі Тридев'ятого царства, адже в душі він трагік. Але через сестру чаклуна, кажана Наїну, і «двостороннє прокляття» Черноморової бороди на героїв чекає плутанина в «місцях призначення», політ на Місяць і багато іншого…

## Український дубляж
У 2017 році фільм було дубльовано студією «Tretyakoff Production» (для «Нового каналу» та каналу «ICTV»).
- Іван — Павло Лі
- Сірий вовк — Михайло Тишин
- Цар — Олег Лепенець
- Старшина — Олександр Завальський

## Реліз
Фільм вперше вийшов в російський прокат 26 грудня 2013 року. Фільм вперше вийшов в український прокат 26 грудня 2013 року, для українського прокату український дистриб'ютор «Галеон кіно» не створив українського дубляжу і фільм демонструвався з оригінальною російською озвучкою.
Український дубляж до фільму вперше було створено студією «Tretyakoff Production» у 2017 році для телеканалів «Новий канал» та «ICTV»; показ з цим дубляжем вперше відбувся 30 грудня 2017 року.

## Нагороди
- У 2015 році фільм був нагороджений російською премією «Золотий орел» як найкращий анімаційний фільм.